# Nicolás Aguirre
Nicolás Diego Aguirre (ur. 27 czerwca 1990 w Chabás) – argentyński piłkarz występujący na pozycji pomocnika w Granadzie.